# شلیک نهایی (مجموعه تلویزیونی)
شلیک نهایی مجموعه‌ای تلویزیونی به کارگردانی محسن شاه‌محمدی ساخته سال ۱۳۷۳ در ژانر پلیسی است که در سال ۱۳۷۴ از شبکه اول ایران پخش شد.

## داستان
شلیک نهایی داستان "سرگرد کلانی" (با بازی داریوش فرهنگ) است که مامور پیگیری و دستگیری باندی حرفه‌ای می‌شود که همه نوع خلافی مثل قاچاق را انجام می‌دهد. او متوجه می‌شود یکی از دوستان صمیمی‌اش به نام "جمشید" (با بازی رضا کیانیان) در این باند حضور دارد. کلانی سعی می‌کند از جمشید کمک بگیرد اما او قبول نمی‌کند و کلانی به ناچار از طریق عواملی، وارد باند شده و با جعل اسناد، اطلاعاتی بدست می‌آورد. رئیس باند، از هویت واقعی سرگرد کلانی مطلع شده و محل تحت مراقبت پلیس را به‌موقع، ترک می‌کند اما در انتها، اعضای باند قاچاق دستگیر می‌شوند.

## بازیگران
- داریوش فرهنگ
- رضا کیانیان
- آتنه فقیه‌نصیری
- جمشید اسماعیل‌خانی
- شهره سلطانی
- سیاوش طهمورث
- سیروس گرجستانی
- حسین خانی‌بیک
- منوچهر حامدی
- جهانگیر فروهر
- محمود جعفری
- مهدی میامی
- روح اله مفیدی
- روح انگیز مهتدی
- غلامرضا اصانلو